# Liste der Monuments historiques in Domèvre-sur-Vezouze
Die Liste der Monuments historiques in Domèvre-sur-Vezouze führt die Monuments historiques in der französischen Gemeinde Domèvre-sur-Vezouze auf.

## Liste der Objekte
| Bezeichnung                                    | Beschreibung | Standort                      | Kennzeichnung | Schutzstatus | Datum | Bild |
| ---------------------------------------------- | --- | ----------------------------- | ------------- | ------------ | ----- | ---- |
| Aper-Altar                                     | rechter Seitenaltar im Übergangsstil von Art nouveau und Art déco mit Gemälden aus den Ateliers d’art sacré; Ensemble aus PM54001175, PM54001176, PM54001178 und PM54001183 | in der Kirche St-Epvre (Lage) | PM54001174    | Classé       | 1998  |      |
| Altartisch                                     | Holz, um 1922 von Jules Cayette | in der Kirche St-Epvre (Lage) | PM54001175    | Classé       | 1998  |      |
| Tabernakel                                     | Holz, farbig gefasst, Bronze, vergoldet, um 1922 von Jules Cayette; zugehörig PM54001177                                                                                    | in der Kirche St-Epvre (Lage) | PM54001176    | Classé       | 1998  |      |
| Altarkreuz                                     | Bronze, vergoldet, um 1922 von Jules Cayette | in der Kirche St-Epvre (Lage) | PM54001177    | Classé       | 1998  |      |
| Retabel                                        | dreiflügliger Retabel mit Skulptur; Holz, um 1922 von Jules Cayette; zugehörig PM54001179, PM54001180, PM54001181 und PM54001182                                            | in der Kirche St-Epvre (Lage) | PM54001178    | Classé       | 1998  |      |
| Skulptur Heiliger Aper                         | Stein oder Gips, farbig gefasst, um 1922 | in der Kirche St-Epvre (Lage) | PM54001179    | Classé       | 1998  |      |
| Gemälde Szenen aus dem Leben des heiligen Aper | Ölfarbe auf Leinwand, 1922 von Jean Hébert-Stevens | in der Kirche St-Epvre (Lage) | PM54001180    | Classé       | 1998  |      |
| Gemälde Caritas                                | Ölfarbe auf Leinwand, um 1922, vermutlich von Pauline Peugniez | in der Kirche St-Epvre (Lage) | PM54001181    | Classé       | 1998  |      |
| Gemälde Schutzengel                            | Ölfarbe auf Leinwand, um 1922, vermutlich von Pauline Peugniez | in der Kirche St-Epvre (Lage) | PM54001182    | Classé       | 1998  |      |
| Konsole                                        | Holz, um 1922 von Jules Cayette; das Pendant im Zweiten Weltkrieg zerstört                                                                                                  | in der Kirche St-Epvre (Lage) | PM54001183    | Classé       | 1998  |      |
| Marienaltar                                    | linker Seitenaltar im Übergangsstil von Art nouveau und Art déco mit Gemälde aus den Ateliers d’art sacré; Ensemble aus PM54001185, PM54001186, PM54001188 und PM54001193   | in der Kirche St-Epvre (Lage) | PM54001184    | Classé       | 1998  |      |
| Altartisch                                     | Holz, um 1922 von Jules Cayette | in der Kirche St-Epvre (Lage) | PM54001185    | Classé       | 1998  |      |
| Tabernakel                                     | Holz, farbig gefasst, Bronze, vergoldet, um 1922 von Jules Cayette; zugehörig PM54001187                                                                                    | in der Kirche St-Epvre (Lage) | PM54001186    | Classé       | 1998  |      |
| Altarkreuz                                     | Bronze, vergoldet, um 1922 von Jules Cayette | in der Kirche St-Epvre (Lage) | PM54001187    | Classé       | 1998  |      |
| Retabel                                        | dreiflügliger Retabel mit Skulptur; Holz, um 1922 von Jules Cayette; zugehörig PM54001189, PM54001190, PM54001191 und PM54001192                                            | in der Kirche St-Epvre (Lage) | PM54001188    | Classé       | 1998  |      |
| Skulptur Madonna                               | Stein, um 1922 von François Bouffez | in der Kirche St-Epvre (Lage) | PM54001189    | Classé       | 1998  |      |
| Gemälde Marienlitanei                          | Ölfarbe auf Leinwand, um 1922 von Pauline Peugniez | in der Kirche St-Epvre (Lage) | PM54001190    | Classé       | 1998  |      |
| Gemälde Martha und Maria                       | Ölfarbe auf Leinwand, um 1922 von Pauline Peugniez | in der Kirche St-Epvre (Lage) | PM54001191    | Classé       | 1998  |      |
| Gemälde Maria Magdalena                        | Ölfarbe auf Leinwand, um 1922 von Pauline Peugniez | in der Kirche St-Epvre (Lage) | PM54001192    | Classé       | 1998  |      |
| Zwei Konsolen                                  | Holz, um 1922 von Jules Cayette | in der Kirche St-Epvre (Lage) | PM54001193    | Classé       | 1998  |      |
| Kreuzweg                                       | 14. Gemälde: Ölfarbe auf Leinwand, Holzrahmen, um 1922, Maurice Denis zugeschrieben                                                                                         | in der Kirche St-Epvre (Lage) | PM54001194    | Classé       | 1998  |      |
| 16 Wandleuchter                                | Ensemble aus PM54001196, PM54001197 und PM54001198 | in der Kirche St-Epvre (Lage) | PM54001195    | Classé       | 1998  |      |
| Zwölf Wandleuchter (Typ A)                     | Bronze, vergoldet, Glas, um 1922 von Jules Cayette | in der Kirche St-Epvre (Lage) | PM54001196    | Classé       | 1998  |      |
| Zwei Wandleuchter (Typ B)                      | Bronze, vergoldet, Glas, um 1922 von Jules Cayette | in der Kirche St-Epvre (Lage) | PM54001197    | Classé       | 1998  |      |
| Zwei Wandleuchter (Typ C)                      | Bronze, vergoldet, Glas, um 1922 von Jules Cayette | in der Kirche St-Epvre (Lage) | PM54001198    | Classé       | 1998  |      |
| Chorschranke                                   | Schmiedeeisen, Bronze, vergoldet, um 1922 von Jules Cayette | in der Kirche St-Epvre (Lage) | PM54001199    | Classé       | 1998  |      |
| Außenflügel der Chorschranke                   | Schmiedeeisen, Bronze, vergoldet, um 1922 von Jules Cayette | in der Kirche St-Epvre (Lage) | PM54001200    | Classé       | 1998  |      |
| Schranke der Taufkapelle                       | Schmiedeeisen, Bronze, vergoldet, um 1922 von Jules Cayette | in der Kirche St-Epvre (Lage) | PM54001201    | Classé       | 1998  |      |
| Taufbecken                                     | mit Deckel; Sandstein, Messing, Schmiedeeisen, um 1922; Deckel von Jules Cayette                                                                                            | in der Kirche St-Epvre (Lage) | PM54001202    | Classé       | 1998  |      |
| Gitter des Sakramentsschranks                  | Schmiedeeisen, bemalt, Bronze, vergoldet, um 1922 von Jules Cayette | in der Kirche St-Epvre (Lage) | PM54001203    | Classé       | 1998  |      |
| 57 Kirchenbänke                                | Eichenholz, um 1922 von Jules Cayette | in der Kirche St-Epvre (Lage) | PM54001204    | Classé       | 1998  |      |
| Kanzel                                         | Holz, um 1922 von Jules Cayette | in der Kirche St-Epvre (Lage) | PM54001205    | Classé       | 1998  |      |
| Wandvertäfelung und Chorgestühl                | Holz, um 1922 von Jules Cayette | in der Kirche St-Epvre (Lage) | PM54001206    | Classé       | 1998  |      |